# Rolf Juergens
Rolf Juergens (* 15. Juni 1916 in Berlin; † 11. Januar 2013 in Bad Neuenahr) war ein deutscher Heeresoffizier.
Sein Vater war Bankprokurist und Börsenmakler in Berlin. Nach einer Lehre zum Brauer und Mälzer wollte er Brauereiwesen studieren, meldete sich jedoch freiwillig als Reserveoffizieranwärter für ein Jahr zur Wehrmacht und entschied sich für die aktive Offizierslaufbahn. Am Zweiten Weltkrieg nahm er in verschiedenen Funktionen vom Zugführer bis zum Generalstabsoffizier teil. Zuletzt war er als Major i. G. im Generalstab einer Panzerarmee. Er gehörte zunächst der Kavallerie, dann der Panzertruppe an. Ab Ende 1945 war er als Geschäftsführer im Rheinland und in Hamburg tätig.
Ab 1956 war er Referent im Bundesministerium der Verteidigung und wurde 1960 zum Oberst befördert. Anschließend hatte er Positionen bei der Führungsakademie der Bundeswehr, als Kommandeur der Panzergrenadierbrigade 7 und im Führungsstab der Streitkräfte beim Bundesministerium der Verteidigung. Seit 14. April 1967 war er Brigadegeneral. Am 1. Januar 1970 wurde er Kommandeur der 2. Panzer-Grenadier-Division. Im Februar 1970 folgte seine Beförderung zum Generalmajor. Vom 1. Okt. 1971 an war er stellvertretender Befehlshaber des III. Korps in Koblenz. Am 1. April 1972 wurde er in den Ruhestand versetzt. Danach war er als Unternehmensberater bei Kienbaum Consultants International tätig.
1968 verfasste er als Antwort auf Hans Georg von Studnitz „Rettet die Bundeswehr!“ Schriften für die Schulung der Soldaten und Offiziere.
Er starb 2013 drei Jahre nach dem Tod seiner Ehefrau Lieselotte geb. Weller.

## Ehrungen
- 1972: Großes Verdienstkreuz der Bundesrepublik Deutschland